# Hispano-Suiza HS-42
El Hispano-Suiza HS-42 y su derivado, el Hispano Aviación HA-43, fueron aviones de entrenamiento militar producidos en España en la década de 1940. Estos aparatos fueron los predecesores del Hispano Aviación HA-100 Triana como entrenadores avanzados del Ejército del Aire español.

## Diseño y desarrollo
Bajo la designación HS-42 (referida a Hispano-Suiza), la compañía española Hispano-Suiza diseñó y construyó el prototipo de un entrenador avanzado biplaza con destino al Ejército del Aire español. El diseño básico era muy convencional, monoplano de ala baja cantilever con tren de aterrizaje fijo, y puestos de pilotaje para el instructor y alumno sentados en tándem bajo una cabina acristalada continua. Realizó su primer vuelo el 5 de abril de 1942. Estaba equipado con un tren de aterrizaje fijo convencional, cuyas unidades principales eran en realidad las de los cazas neerlandeses Fokker D.XXI que había pretendido construir la República española, así como algunos componentes sueltos del mismo modelo. La planta motriz consistía en un motor radial Piaggio P.VII C.16 de 460 CV (338 kW). El HS-42 construido por Hispano Aviación tenía una velocidad máxima de 325 km/h, un alcance de 1150 km y un techo de vuelo de 6100 m (20 000 pies); se le definía como un aparato demasiado sensible y se decía que en manos de pilotos poco experimentados podía volverse peligroso.
Le siguió una nueva versión, lo suficientemente modificada como para recibir la nueva designación HA-43 (referente ya a Hispano Aviación). El tren de aterrizaje era convencional y retráctil, y estaba propulsado por un motor radial Armstrong Siddeley Cheetah 25 (345 hp (257 kW)) o 27 (385 hp (287 kW)), bastante más fiable que el Piaggio del modelo anterior. Estos aparatos estaban armados con dos ametralladoras Breda-SAFAT de 7,7 mm emplazadas en las alas y fueron empleados como entrenadores de tiro.

## Variantes
HS-42
Versión original con tren de aterrizaje fijo y motor Piaggio P.VII C.16.
HA-43
Versión con tren de aterrizaje retráctil y motor Armstrong Siddeley Cheetah.

## Operadores
España
- Ejército del Aire

## Especificaciones (HS-43)
Referencia datos: Jane's All The World's Aircraft 1953-54

### Características generales
- Tripulación: Dos (piloto e instructor)
- Longitud: 8 m (26,1 ft)
- Envergadura: 10 m (32,8 ft)
- Altura: 2,6 m (8,5 ft)
- Peso vacío: 1504 kg (3314,8 lb)
- Peso máximo al despegue: 2050 kg (4518,2 lb)
- Planta motriz: 1× motor radial de siete cilindros refrigerado por aire Armstrong Siddeley Cheetah 25 o 27.
  - Potencia: 290 kW (400 HP; 394 CV)

### Rendimiento
- Velocidad máxima operativa (Vno): 335 km/h (208 MPH; 181 kt)
- Alcance: 1200 km (648 nmi; 746 mi)
- Techo de vuelo: 6000 m (19 685 ft)
- Régimen de ascenso: 8 m/s (1575 ft/min)

### Armamento
- Armas de proyectiles: 2 ametralladoras delanteras fijas Breda-SAFAT de 7,7 mm

## Aeronaves relacionadas

### Secuencias de designación
- Secuencia E-_/HS-_/HA-_ (internas de Hispano): E-30 - E-34 - HS-42 - HA-43 - HS-50 - HA-56 - HA-57 →
- Secuencia Numérica (Aeronaves del Ejército del Aire español, 1939-1945): ← 37 (I) - 37 (II) - 38 - 39 - 40 - 41 - 42 (I) →
- Secuencia ES._ (Aeronaves de Escuela Superior del Ejército del Aire español, 1945-1954): ← ES.3 - ES.4 - ES.5 - ES.6 - ES.7 - ES.8
- Secuencia E._ (Aeronaves de Escuela del Ejército del Aire español, 1954-1978): ← E.3 - E.4 - E.5 - E.6 (I) - E.6 (II) - XE.12 - E.14 →